# Colonia la Esperanza, Guanajuato
Colonia la Esperanza är en ort i Mexiko.   Den ligger i kommunen San Luis de la Paz och delstaten Guanajuato, i den centrala delen av landet, 250 km nordväst om huvudstaden Mexico City. Colonia la Esperanza ligger 2 043 meter över havet och antalet invånare är 293.
Terrängen runt Colonia la Esperanza är platt åt sydväst, men åt nordost är den kuperad. Runt Colonia la Esperanza är det ganska tätbefolkat, med 52 invånare per kvadratkilometer. Närmaste större samhälle är San Luis de la Paz, 1,3 km norr om Colonia la Esperanza. Trakten runt Colonia la Esperanza består i huvudsak av gräsmarker.